# Wohn- und Wirtschaftsgebäude Siller Moorweg 5
Das Wohn- und Wirtschaftsgebäude Siller Moorweg 5 in Diepholz, Ortsteil Aschen, stammt aus dem 19. Jahrhundert. Aktuell (2023) wird es als Wohnhaus und Praxis genutzt.
Das Gebäude steht unter Denkmalschutz (siehe auch Liste der Baudenkmale in Diepholz).

## Geschichte
Das eingeschossige Zweiständer-Hallenhaus in Fachwerk mit Putzausfachungen und Krüppelwalmdach mit niedersächsischen Pferdeköpfen stammt von 1829 (Inschrift über dem früheren Tor, heute Tür mit Korbbogen). Es wurde zum Wohnhaus umgebaut.
Das Landesdenkmalamt befand: „… geschichtliche Bedeutung … durch beispielhafte Ausprägung eines norddeutschen Zweiständer-Ziegelfachwerksbaus mit stiltypischem Giebelschmuck …“